# Гайсинович Абба Овсійович
Гайсинович Абба Овсійович (нар. 29 жовтня 1906 — 30 липня 1989) — генетик та історик біології

## Життєпис
Народився в м. Катеринославі, нині  м. Дніпропетровск.
Освіту отримав у Московському університеті на біологічному відділенні фізико-математичного факультету (1928). Після вступив до аспірантури при університетській кафедрі генетики. Працював асистентом у Першому медичному інституті (м. Москва) і викладачем загальної біології.
У 1934 р. у зв’язку з тяжкою хворобою (туберкульоз легенів) був змушений залишити експериментальну роботу; у 1934—1940 рр. працював у видавництвах «Биомедгиз» та Академії наук СРСР, разом із С. Соболем редагував книжкову серію «Класики біології й медицини». 
У 1941—1943 рр. перебував в евакуації в м. Новосибірську; у 1943 р. вернувся до Москви, працював ученим секретарем Комісії з історії біологічних наук. З 1948 р. ─ науковий співробітник Інституту історії природознавства й техніки Академії наук СРСР.
Працював над питаннями історії біології й генетики. Брав участь у підготовці до видання праць видатних учених-біологів світу (К. Вольфа, Ч. Дарвіна, Г. Менделя, І. Мечникова, Ш. Нодена та ін.). 
Помер 30 липня 1989 у Москві.